# Ville libre et hanséatique de Lübeck
Pour les articles homonymes, voir Lübeck (homonymie).
La ville libre et hanséatique de Lübeck (en allemand : Freie und Hansestadt Lübeck) est le nom d'un État de la Confédération germanique, de la Confédération de l'Allemagne du Nord, puis de l'Empire allemand. Cette cité-État exista de 1226 à 1937. Elle correspond aux actuels Länder allemands de Schleswig-Holstein et avec Schattin de Mecklembourg-Poméranie-Occidentale.

## Territoire

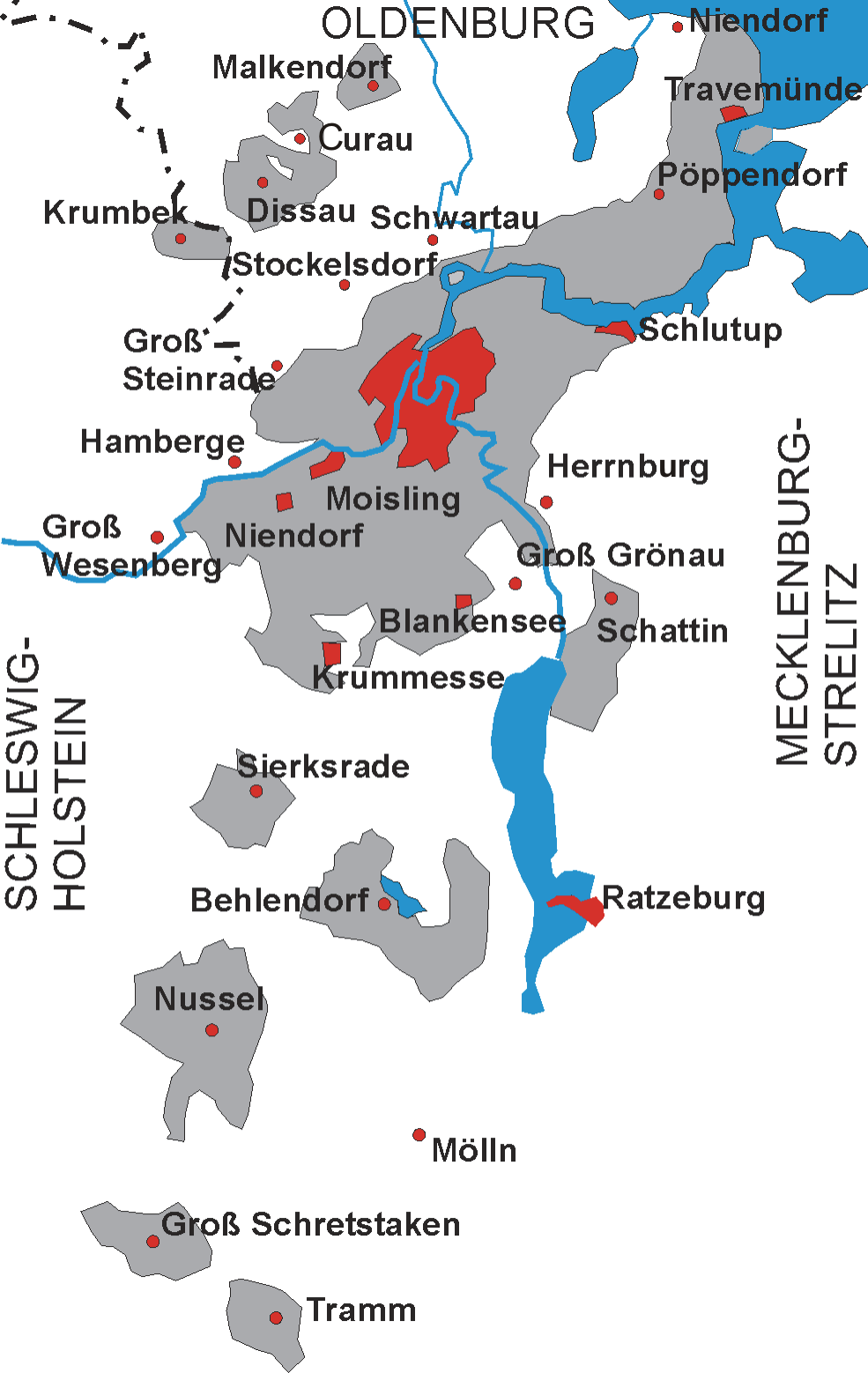
Carte de la ville libre et hanséatique de Lübeck.

La ville libre et hanséatique comprenait la ville de Lübeck et les communes suivantes : Albsfelde, Behlendorf, Beidendorf, Blankensee, Brodten, Dissau, Düchelsdorf, Dummersdorf, Genin, Giesensdorf, Gneversdorf, Gothmund, Groß Schretstaken, Harmsdorf, Herrenwyk, Hollenbeck, Israelsdorf, Ivendorf, Klein Schretstaken, Krempelsdorf, Kronsforde, Krumbeck, Krummesse, Kücknitz, Kurau, Malkendorf, Moisling, Moorgarten, Niederbüssau, Niendorf, Nusse, Oberbüssau, Poggensee, Pöppendorf, Reecke, Ritzerau, Rönnau, Schattin, Schlutup, Schönböcken, Siems, Sierksrade, Strecknitz, Teutendorf, Tramm, Travemünde, Utecht, Vorrade, Vorwerk, Wesloe et Wulfsdorf.